# تشاتزيلا
شاتزيلا (بالإنجليزية: ChatZilla)‏، برنامج قنوات آي آر سي مرخص تحت عدد من الرخص الحرة (MPL، GPL، LGPL). كتب بلغتي إكس يو إل وجافا سكريبت لمتصفحات موزيلا.
البرنامج يعمل على أي من أنظمة التشغيل التي تدعم متصفحات موزيلا مثل ماك أو إس ومايكروسوفت ويندوز، كما يدعم معظم المزايا التي تقدمها بقية برامج الآي آر سي.

## وصلات خارجية
- تشاتزيلا على موقع Open Hub (الإنجليزية)
- تشاتزيلا على موقع Free Software Directory (الإنجليزية)
- الموقع الرسمي